# Мидлсекс
Мидлсекс (Middlesex) — одно из 39 исторических графств Англии, с 1965 года на его бывшей территории находятся северные и западные округа Большого Лондона.
Впервые упомянуто в 704 году как средняя зона расселения саксов (дословно: Middleseaxan) — между Уэссексом и Эссексом, характеризуя племенную принадлежность его населения. С XII века графство находилось в тени Лондона, откуда назначались местные шерифы. В XVII—XVIII веках по берегам Темзы одна за другой строятся роскошные загородные резиденции лондонской знати — Свэйклис-хаус, Остерли-хаус, Сайон-хаус и королевский дворец Хэмптон-корт.
В XIX веке графство и вовсе становится юридической фикцией — большую часть Мидлсекса занимают промышленные предместья Лондона — Камден, Ислингтон, Тауэр-Хамлетс и Хаунслоу. Уже в викторианскую эпоху вся территория Мидлсекса была занята лондонской агломерацией. В 1965 году графство было упразднено.

## История

### Топонимика
Название означает территория средних саксов (middle Saxons) и указывает на племенной состав её населения. Слово образовано от англосаксонских (древнеанглийских) корней «middel» и «Seaxe». В 704 году название было зафиксировано как Middleseaxan, а в более позднем периоде того же VIII века оно записывалось как Middleseaxon.

### Ранние поселения
Поселения на территории Мидлсекса существовали за тысячу лет до образования округа. В Книге страшного суда его территория была разделена на шесть сотен: Эдмонтон, Элсрон, Гор, Хонслоу, Оссулстоун и Спелсроу. Лондонский Сити, который с XIII века отличался автономией, географически находился в пределах округа, также включающего Вестминстер, тоже в большей степени автономный. Графство имеет представительство в парламенте с XIII века. Титул графа Мидлсекса создавался дважды, в 1622 и 1677 годах, но был упразднён в 1843 году.

### Экономическое развитие
Экономика графства с самых ранних времён зависела от лондонского Сити, в первую очередь в связи с торговлей. Из Мидлсекса в Сити поставлялись всевозможные товары: зерно, сено, скот и строительные материалы. Ещё одной частью ранней экономики был туризм, в основном в Хакни, Ислингтон и Хайгейт. Однако уже в XIII веке Мидлсекс всё больше сближается с Сити по степени урбанизации.
Строительство в 1839 году железной дороги способствовало переходу от сельского хозяйства к городскому строительству.
Северо-восточные регионы, откуда легко было добраться до центра Лондона, — Тоттенем, Эдмонтон и Энфилд, — начали заселяться рабочим классом. Строительство проходящей через Мидлсекс линии в Виндзор завершилось в 1848 году, в Поттерс-Бар в 1850 году, а в 1878 году началось расширение городского метро, которое теперь доходило и до графства. В ближайших к городу районах — Актоне, Виллисдене, Иэлинге и Хорнсее — уже ходили трамваи и автобусы, что позволяло дёшево добираться до центра.
После первой мировой войны наличие рабочей силы, а также близость к Лондону привели к тому, что такие области как Хэис и Парк-Рояль стали идеальными местами для развития новых технологий. Людей привлекал избыток рабочих мест, население графства росло, достигнув пика в 1951 году.

## Правительство

### Столичная часть
К XIX веку Ист-Энд расширился до восточной границы Эссекса, и население в Тауэре (район графства) достигло миллиона человек.
После прокладки железной дороги население северо-запада Лондона стало переезжать в графство. Близлежащие к Лондону районы обслуживались столичной полицией с 1829 года, а в 1840 всё графство было включено в состав столичного полицейского дистрикта. На местное самоуправление в графстве не влиял закон о муниципальных корпорациях (1835), и гражданские работы выполнялись самостоятельно в каждом из мелких районов. В 1855 году густонаселённые южно-восточные районы, исключая Лондонский Сити, перешли под ведомство Metropolitan Board of Works. Несмотря на частые реформы, существовавшая система управления была названа одним из современников «хаосом». В 1889 году, в соответствии с законом о местном самоуправлении (1888), часть столицы площадью около 120 км2 стала частью Лондонского графства. По закону часть Мидлсекса должна «отделиться от него [Мидлсекса] и составить отдельное графство для всех неадминистративных целей».
Та часть Мидлсекса, которая была присоединена к Лондонскому графству, в 1900 была разделена на 18 столичных боро, которые в 1965 году были объединены в семь современных боро внутреннего Лондона:
- Из Хэмпстэда, Холборна и Сент-Панкраса сформировался Камден;
- Из Хакнея, Шоредитча и Сток-Ньюингтона сформировался Хакни;
- Из Хаммерсмиза и Фулхэма сформировался Хаммерсмиз (с 1979 года Хаммерсмиз и Фулхэм);
- Из Финсбури и Ислингтона сформировался Излингтон;
- Из Челси и Кенсингтона сформировался Кенсингтон и Челси;
- Из Безнэл-Грина, Поплэра и Степнея сформировался Тауэр-Хэмлетс;
- Из Паддингтона, Сент-Мэрилибона и Вестминстера сформировался Вестминстер[15].

### Нестоличные части
Нестоличные части Мидлсекса оставались по большей части сельскими вплоть до XIX века, что не способствовало развитию местного управления. На его площади не существовало боро (кроме Лондонского Сити и Вестминстера). Важность сотен судов уменьшилась: роль местной администрации поделилась между мировыми судьями, встречавшимися во время квартальных сессий, и управлениями приходов, где решались мелкие вопросы. После того как из-за отсталости и плохого здравоохранения в лондонских пригородах распространилась холера, для управления растущим городом был созданы местные советы здравоохранения и комиссары по улучшению. В сельской местности приходы начали объединяться в группы для совместного решения административных задач, с 1875 года эти объединения назывались городскими или сельскими санитарными районами.
После принятия закона о местном самоуправлении 1888 года все более мелкие части графства объединились под властью совета графства Мидлсекс, кроме прихода Монкен-Хэдли, который стал частью Хартфордшира.
Соответственно уменьшилось влияние лорда-наместника Мидлсекса.
Закон о местном самоуправлении (1894) разделил административное графство на 4 сельских дистрикта и 31 городских дистриктов, образованных из санитарных районов. Один из городских дистриктов, Сауз-Хорнсей, был эксклавом Мидлсекса внутри лондонского графства до 1900 года, пока не вошёл в состав графства. Сельскими дистриктами были: Хендон, Сауз-Миммс, Стэйнс и Уксбридж. В 1934 году из-за урбанизации и этих районов сельские дистрикты перестали существовать.
Появились новые городские дистрикты, а к 1965 году многие из них получили статус муниципального района. В 1961 году существовали следующие дистрикты:
| 1. Поттерс-Бар 2. Инфилд 3. Саузгейт 4. Эдмонтон 5. Тоттенхэм 6. Вуд-Грин 7. Фриен-Барнет 8. Хорнсей 9. Финчлей 10. Хендон 11. Харроу 12. Руислип-Нортвуд 13. Аксбридж |  | 1. Иэлинг 2. Уэмбли 3. Виллсден 4. Актон 5. Брентворд и Чисвик 6. Гестон и Айзлворт 7. Саузхолл 8. Хэйс и Харлингтон 9. Иевслей и Вест-Драйтон 10. Стэйнс 11. Фелтхэм 12. Твикенхэм 13. Санбари-на-Темзе |

Лондон продолжал расти, и к концу XIX века город занял почти всё графство. Этот процесс ускорился со строительством линий метро, которые охватывали почти всю территорию графства.
В 1930-х годах для дальнейшего развития транспорта была разработана Новая рабочая программа. Графство сыграло роль во Второй мировой войне отчасти из-за своей близости к столице. Графство подвергалось воздушным бомбардировкам, в нём находились различные военные учреждения, к примеру КВС Уксбридж и КВС Хестон, участвовавшие в битве за Британию. В 1993 году общественный транспорт графства (в том числе сеть трамваев, автобусов и метро) перешёл под контроль Лондонского пассажирского транспортного совета.

### Центр графства
Из-за близости Лондона в Мидлсексе не было единого устоявшегося исторического центра. Центры различных сфер управления размещались в разных местах. Так, суд присяжных Мидлсекса заседал в Олд-Бейли, находившимся в лондонском Сити. До 1889 года шерифы Мидлсекса выбирались корпорацией лондонского Сити. В начале XVIII века квартальные сессии проходили на улице Клеркенвелл-Грин. Почти вся администрация графства заседала там до создания Совета графства Мидлсекс в 1889 году. Первые упоминания об этом центре относятся к 1789 году, тогда подобным «титулом» был назван город Брентфорд, так как с 1701 года там проходили выборы рыцарей графства (или членов парламента).
В 1795 году Брентфорд «считался уездной столицей; но в нём не было ни ратуши, ни других публичных зданий».
Совет графства, созданный в 1889 году, заседал в мидлсекской ратуше в Вестминстере. Она находилась в Лондонском графстве и была вне юрисдикции совета.

### Герб Совета графства Мидлсекс
Средневековые геральды составляли гербы для королевств времён англосаксонской гептархии. Герб королевства средних и восточных саксов изображал 3 «сакса», или коротких кинжала, на красном фоне. Сакс — это традиционное англосаксонское оружие, и, возможно, термин «Саксы» (название народа) мог произойти от этого слова. Этот герб стал ассоциироваться с двумя графствами, находившимися на исторической территории королевства, Мидлсексом и Эссексом. Советы, полиция и другие общественные органы обоих графств используют этот герб.
В 1910 году было отмечено, что советы Мидлсекса и Эссекса, а также шерифы лондонского графства используют один и тот же герб. Совет графства Мидлсекс решил формально представить герб в Геральдической палате, внеся в него перед этим некоторые изменения. Полковнику Отли Парри, мировому судье Мидлсекса и автору книги о военных знаках отличия, было предложено разработать новый герб. Была введена «саксонская корона», прототипом которой послужила корона с портрета короля Этельстана на серебряной монете его правления. Выдача письменного патента на герб датируется 7 ноября 1910 года.

### Создание Большого Лондона
Со времени создания Лондонского графства в 1889 году его население уменьшалось, особенно этот процесс усилился после Второй мировой войны.
Население же Мидлсекса, напротив, стабильно росло.
С 1951 по 1961 год население внутренних районов уменьшалось, а население пригородных внешних районов росло. В соответствии с переписью 1961 года, в каждом из дистриктов Иэлинг, Инфилд, Харроу, Хендон, Хестон-анд-Ислеворт, Тоттенем, Уэмбли, Виллесден и Твикенем численность населения была более чем 100 000 человек, то есть её уже хватало для предоставления всем этим дистриктам статуса боро графства. Если бы им был присвоен этот статус, то население административного графства Мидлсекс сократилось бы почти вдвое, упав ниже одного миллиона.
После Королевской комиссии по вопросам местного самоуправления в Большом Лондоне, парламентом был принят Закон о лондонском самоуправлении (1963), вступивший в силу 1 апреля 1965 года.
Закон отменил административные графства Мидлсекс и Лондон. С 1965 года почти весь Мидлсекс, став частью Большого Лондона, под контролем Совета Большого Лондона сформировал районы внешнего Лондона: Барнет (только часть), Брент, Илинг, Энфилд, Харинги, Харроу, Хиллингдон, Хаунслоу и Ричмонд-апон-Темс (частично).